# Wagnelée
Wagnelée (en wallon Wagnlêye) est un village de la partie septentrionale du Hainaut. Il fait administrativement partie de la commune et ville de Fleurus, en Région wallonne (Belgique). C'était une commune à part entière avant la fusion des communes de 1977.

## Géographie

### Paysage
Plaine de Chassart, Hesbaye namuroise (faciès), bas-plateaux de Brabant-Hesbaye (ensemble paysager).

### Hydrographie
Vallée de la Ligne, bassin de la Meuse (via l'Orneau puis la Sambre).

### Hameaux
Sur le versant ouest de la Ligne, du sud au nord :
- Beurre ;
- le Spinois.

Sur le versant est de la Ligne, du sud au nord :
- le Happeau/Pont du Major ;
- Wagnelée (église, place, rue Haute).

Au nord, hors du village :
- anciennes usines de Chassart.

## Évolution démographique
- Sources : INS, Rem. : 1831 jusqu'en 1970 = recensements, 1976 = nombre d'habitants au 31 décembre.

## Patrimoine
- La chaussée romaine de Bavay à Cologne (Chaussée Brunehaut ou Via Belgica) longe le nord de l'entité, passant par Chassart
- L'usine de Chassart qui fabriquait du genièvre à base de betteraves fournit durant des années de nombreux emplois dans la région. Elle est fermée depuis une quarantaine d'années.
- Eglise Sainte-Gertrude. Construite en 1868 en style néo-roman[1].
- Ferme de la rue de l'Eglise dite cense del Fosse, remontant en partie à la fin du XVIIe siècle et reconstruit au XVIIIe siècle, principalement remaniée au XIXe siècle, et modernisée par la transformation d'une aile en 1988 en un vaste hangar[2].
- Ancienne ferme du Colombier, rue de l'Etang. Logis remontant au XVIIe siècle et remodelé aux XVIIIe et XIXe siècles[3].